# قواع السفناء الإفريقي
قواع السفانا الأفريقي أو القواع الموزمبيقي (باللاتينية: Lepus microtis) هو نوع من الثدييات من جنس الأرانب الحقيقية التي تنتمي لرتبة أرنبيات الشكل. ينتشر على جزء كبير من أفريقيا جنوب الصحراء.
موطنه أفريقيا وهو أصلي في مناطق وموائل مختلفة في أفريقيا بما في ذلك السافانا والساحل، توجد في: الجزائر وبوتسوانا وبوروندي وتشاد وجمهورية الكونغو الديمقراطية وإثيوبيا وغامبيا وغينيا وغينيا بيساو وكينيا وليبيا ومالي وموريتانيا والمغرب وموزمبيق وناميبيا والنيجر ورواندا والسنغال وسيراليون وجنوب أفريقيا والسودان وتنزانيا وتونس وأوغندا وزامبيا. وقد أدرج الاتحاد الدولي لحفظ الطبيعة (IUCN) وضع المحافظة عليه على أنه «أقل قلق».

## الوصف
قواع السفانا الأفريقي متوسط الحجم ويتراوح وزنه بين 1.5 إلى 3 كلغ، في المتوسط حوالي 2 كلغ. الجسم ملون أكثر مقارنة مع الرأس، الظهر رمادي-بني، الصدر والجانبين والساقين بني محمر والبطن أبيض. هذه الأرانب في المرتفعات هي ذات لون أغمق وأحمر من سهوب الأراضي المنخفضة. طرف آذانها أسود والذيل أسود في الأعلى والأبيض أدناه.

## التوزع
ينتشر قواع السفانا الأفريقي على جزء كبير من أفريقيا جنوب الصحراء. يمتد النطاق من الساحل الأطلسي لأراضي الصحراء الغربية على أجزاء من موريتانيا والسنغال وغامبيا وغينيا ومنطقة الساحل بأكملها إلى إثيوبيا وكينيا في الشرق والجنوب إلى ناميبيا وبوتسوانا وجنوب أفريقيا، وصفت منطقة معزولة في غرب الجزائر في منطقة بني عباس.
يعيش هذا النوع في الجزء الأكبر من توزعه في تجانس مع القواع الصحراوي، ولكنها تتغذى بشكل متجاور مع أرنب الفرشاة والأرنب الحبشي.

## السلوك
قواع السفانا الأفريقي ليلي النشاط وعادة ما يعيش وحده أو في مجموعات صغيرة من اثنين أو ثلاثة حيوانات. مثل جميع الأرانب، يتغذى بشكل رئيسي على الأعشاب والحشائش، حيث يختلف تكوينها تبعا للمنطقة والنباتات المتوفرة. في المناطق التي تتقاطع فيها موائل الأرانب الموزمبيقية والقواع الصحراوي، ينحرف قواع السفانا الأفريقي إلى موائل أكثر عمقًا وحيوية بينما يعيش القواع الصحراوي في المراعي المفتوحة.
البيانات والملاحظات حول تكاثر قواع السفانا الأفريقي شحيحة. تنجب الإناث صغاراً على مدار العام، كما أن حجم الحمل في المتوسط 1.6 صغير (خرنق) لكل حمل، وبمتوسط 8 صغار لكل أنثى سنويًا.

## الخطر والحماية
يصنف هذا النوع على أنه «أقل اهتمام» من قبل الاتحاد الدولي لحفظ الطبيعة (IUCN) بسبب منطقة التوزيع الكبيرة والأعداد الكبيرة من المخزون. التهديد الأكبر لهذا النوع غير معروف كما لا توجد بيانات حالية عن المخزون.